# Francesc d'Asprer i Talric
Francesc d'Asprer i Talric (Sant Joan de les Abadesses s.XVII - Barcelona 1713) fou militar català durant la Guerra de Successió Espanyola. Destacat austriacista, participà en la presa de Barcelona l'any 1705. Fou nomenat Governador de Tarragona i assolí el grau de General de Batalla. Carles d'Àustria li atorgà el títol de Comte de Fogonella.
Després de la retirada per motius de salut del coronel Cordelles, el general de batalla Asprer fou posat al front del Regiment de la Ciutat de Barcelona el 29 de juliol de 1713, però poc més d'una setmana després, el 7 d'agost, el coronel Asprer caigué abatut i morí. Probablement és enterrat al Fossar de les Moreres.